# تترادکان
تترادکان یک هیدروکربن از خانواده آلکان‌ها با فرمول شیمیایی C14H30 است. تترادکان دارای ۱۸۵۸ ایزومر ساختاری است.